# Poophilus nebulosus
Poophilus nebulosus is een halfvleugelig insect uit de familie Aphrophoridae. De wetenschappelijke naam van deze soort is voor het eerst geldig gepubliceerd in 1876 door Lethierry.